# 1881 Shao
1881 Shao је астероид главног астероидног појаса са средњом удаљеношћу од Сунца која износи 3,163 астрономских јединица (АЈ).
Апсолутна магнитуда астероида је 11,1.